# Shangtang (köpinghuvudort i Kina, Jiangxi Sheng, lat 27,38, long 116,65)
Shangtang är en köpinghuvudort i Kina. Den ligger i provinsen Jiangxi, i den sydöstra delen av landet, omkring 160 kilometer sydost om provinshuvudstaden Nanchang. Antalet invånare är 27 320. Befolkningen består av 13 194 kvinnor och 14 126 män. Barn under 15 år utgör 20,0 %, vuxna 15-64 år 72 %, och äldre över 65 år 7,0 %.
Runt Shangtang är det ganska tätbefolkat, med 129 invånare per kvadratkilometer. Närmaste större samhälle är Zhuliang, 11,1 km nordväst om Shangtang. I omgivningarna runt Shangtang växer i huvudsak blandskog.
Genomsnittlig årsnederbörd är 2 454 millimeter. Den regnigaste månaden är juni, med i genomsnitt 431 mm nederbörd, och den torraste är oktober, med 19 mm nederbörd.